# 페무코
페무코(스페인어: Pemuco)는 칠레 비오비오주 뉴블레 현의 코무나이다.